# アレキサンダー・ハード
アレキサンダー・ブレングル・ハード (Alexander Brengle "Alex" Hurd、1910年7月21日 - 1982年5月28日) はカナダのスピードスケート選手。1932年のレークプラシッド五輪で銀メダルと銅メダルを1つずつ獲得した。